# محمود خان برها
الأميرال الكبير سيد محمود خان برها (–2 أكتوبر 1573م) المَعروف أيضًا باسم محمود خان أو محمود ديوان كان جنرالًا في جيش جلال الدين أكبر وأحد النبلاء الشيعة في هندستان. وكان أول من صعد إلى رتبة النُبلاء في أسرة «برها»، وقد بلغ ذلك بشجاعته وبسالته في عهد الحكم التيموري، التحق بخدمة بيرم خان. والده هو «السيد مبارك» المعروف أيضًا باسم «ماخان».